# Sirius (супутник)
Сіріус (англ.Sirius) був групою супутників зв'язку, що експлуатуються на 5° східної довготи на геосинхронній орбіті (ГСО) по NSAB (пізніше SES Sirius, і тепер неавтономна частина SES, власник і оператором супутників Astra). Вони ретранслювали цифрове супутникове телебачення в країнах Скандинавії, Балтії, Східної Європи та  Африки, а також Viasat pay TV, та ще  кілька платних пакетів телебачення для Східної Європи, пакет TopTV для Африки, ряд українських каналів і національних Латвійських і Литовських канал на безкоштовній основі.

## Супутники

### Sirius 3
Sirius 3В на даний момент розміщені в 51,2 ° східної довготи (0N 51,2 ° E) в похилій орбіті. Sirius 3 був орендований СЕС відразу після його запуску 5 жовтня 1998 року строком на 12 місяців (після чого він був переведений в початкове місце призначення 5 ° східної довготи), щоб забезпечити  28,2 ° східної довготи  і для резервного копіювання Astra 2A, в очікуванні запуск Astra 2B 14 вересня 2000 .

### Sirius 4
Четвертий супутник Сіріус 4, був замовлений в 2005 році і запущений в 22:39:47 17 листопада 2007 року. Має 52 активних транспондерів Ku-діапазону і два активних транспондерів Ка-групи. Sirius 4 був побудований Lockheed Martin Space Systems, на базі розробки  A2100AX .
Серед послуг, які виконуються є Viasat і Viasat Україна, що використовувує супутники Sirius та їх цифрові платформи з моменту його запуску.
Sirius 4 був перейменований в Astra 4A в червні 2010 року, коли SES опинився в цілковитому контролю SES Sirius.

## Застарілі супутники

### Sirius 1
Сіріус 1 (пізніше Сіріус W) був придбаний у British Sky Broadcasting після злиття Sky Television з British Satellite Broadcasting  (злиття було проведено на умовах Sky і супутники BSB були передані на користь орендованих Sky Television's супутників Astra). Супутник раніше функціонував як Marcopolo 1.Працював на 5 ° східної довготи від 1994 до 2000 року, коли він був переведений на 13 ° на захід. Він працював тут до того часу коли його викинули на  орбіту захоронення в 2003.

### Sirius 2
Sirius 2 був виготовлений компанією Aérospatiale і запущений з космодрому Куру, що у Французькій Гвіані 12 листопада 1997 року для заміни супутника Tele-X. Sirius 2 був створений на основі моделі Spacebus 3000B2 та мав 32 Ku-діапазон транспондерів, орієнтованих на Північний регіон і Європу в цілому.
Пізніше Sirius 2 було переміщено на 31,5°E (0°00′ пн. ш. 31°30′ сх. д. / 0° пн. ш. 31.5° сх. д.) та перейменовано на Astra 5A 29 квітня 2008 року. Супутник Astra 5A був виведений з експлуатації 16 січня 2009 через неналежний стан власне космічного апарата.

## Sirius Satellite Radio
Супутники Sirius не є супутниками, що використовуються для американського сервісу Sirius Satellite Radio, чиї супутники, названі Radiosat 1-4, що були виведені на орбіту після флоту Sirius супутників.